# حقایق قتل
حقایق قتل (انگلیسی: The Facts of Murder) با نام اصلی کلاهبرداری شوم (ایتالیایی: Un maledetto imbroglio) یک فیلم جنایی ایتالیایی به کارگردانی پیترو جرمی و هنرنمایی کلودیا کاردیناله است که در سال ۱۹۵۹ منتشر شد.

## گزیدهٔ بازیگران
- پیترو جرمی
- کلودیا کاردیناله
- فرانکو فابریتسی
- کریستینا گایونی
- کلودیو گورا
- الئونورا روسی دراگو
- سارو اورزی
- نینو کاستلنووو

## جوایز
- جایزهٔ «بهترین کارگردانی» در جشنواره بین‌المللی فیلم مار دل پلاتا
- جایزهٔ روبان نقره‌ای «بهترین فیلم‌نامه» و «بهترین نقش مکمل زن» (کلودیو گورا)